# Neomys teres
Neomys teres är en däggdjursart som beskrevs av Miller 1908. Neomys teres ingår i släktet vattennäbbmöss och familjen näbbmöss. IUCN kategoriserar arten globalt som livskraftig. Inga underarter finns listade.

## Utseende
Arten blir i genomsnitt 80 mm lång (huvud och bål) och svanslängden är cirka 62 mm. Jämförd med andra vattennäbbmöss har Neomys teres längre päls. Den är på ovansidan svartbrun och på undersidan mörkgrå. Kännetecknande är en vit svansspets.

## Utbredning
Denna näbbmus förekommer i Kaukasus och i angränsande områden av Ryssland, Georgien, Armenien, Azerbajdzjan, östra Turkiet och nordvästra Iran. Den vistas i regioner som ligger 500 till 2500 meter över havet. Arten lever intill mindre floder och andra små vattendrag.

## Ekologi
Neomys teres vilar i underjordiska bon som skapades av en gnagare, i håligheter mellan rötter, i täta växtansamlingar eller i självgrävda jordhålor. Den jagar vattenlevande ryggradslösa djur, mindre grodor och grodyngel samt små fiskar. På land kompletteras födan med daggmaskar, skalbaggar och små gnagare. Neomys teres har giftig saliv vad som lamslår bytet innan det bits ihjäl. Näbbmusen lagrar mat som den inte äter per en gång i boet. Före vintern blir förrådet ännu större.
Honor kan ha upp till tre kullar per år med 5 till 9 ungar per kull. Honor som föds under våren kan ha en egen kull senare under samma år. Neomys teres lever i naturen upp till två år. Exemplar i fångenskap blev upp till fyra år gamla.